# Iepureni (Andrieșeni), Iași
Iepureni este un sat în comuna Andrieșeni din județul Iași, Moldova, România.

## Legături externe
Materiale media legate de Iepureni la Wikimedia Commons